# Tipula caliginosa
Tipula caliginosa är en tvåvingeart som beskrevs av Evgenyi Nikolayevich Savchenko 1961. Tipula caliginosa ingår i släktet Tipula och familjen storharkrankar. Inga underarter finns listade i Catalogue of Life.